# Jenggrik (Kedawung)
Jenggrik is een bestuurslaag in het regentschap Sragen van de provincie Midden-Java, Indonesië. Jenggrik telt 6159 inwoners (volkstelling 2010).